# Lol (rivier)
De Lol is een rivier in de regio Bahr al-Ghazal in Zuid-Soedan. De rivier ontspringt in het Bongo-massief (of Bongo-gebergte) bij de grens met de Centraal-Afrikaanse Republiek.